# Funktronica
Funktronica é um gênero musical derivado de fusão da electronica e do funk. Muitas vezes, combina elementos de música digital feitos com computadores, sintetizadores e amostras, juntamente com instrumentos e sons analógicos. Também pode combinar elementos improvisados e composicionais.
Ele se move de uma combinação de instrumentos vibrantes (ritmo sincopado, linha de baixo forte, guitarra rítmica com novas tecnologias e técnicas de produção high-end. Esse gênero às vezes é atribuído ao techno orgânico por grupos como Zilla e The Disco Biscuits. As primeiras aparições do som da funktronica foram do grupo Zapp nos anos 80.

## Artistas de Funktronica
- Zapp
- Chromeo
- TLC